# Eleccions legislatives neerlandeses de 1922
Les eleccions legislatives neerlandeses de 1922 se celebraren el 5 de juliol de 1922, per a renovar els 100 membres de la Tweede Kamer. Continuà el govern de coalició presidit pel catòlic Charles Ruijs de Beerenbrouck.

## Resultats
| ← Eleccions legislatives neerlandeses, 1922 → |                                                       |      |      |        |  |
| Partit                                        | Partit                                                | Vots | %    | Escons |  |
|                                               | Lliga General dels Caucus Catòlics Romans (ABRKK)     |      | 29,9 | 32     |  |
|                                               | Partit Socialdemòcrata dels Treballadors (SDAP)       |      | 19,4 | 20     |  |
|                                               | Partit Antirevolucionari (ARP)                        |      | 13,7 | 16     |  |
|                                               | Unió Cristiana Històrica (CHU)                        |      | 10,9 | 11     |  |
|                                               | Partit d'Estat Liberal (LSP)                          |      | 9,3  | 10     |  |
|                                               | Lliga Democràtica per la Llibertat de Pensament (VDB) |      | 4,6  | 5      |  |
|                                               | Partit Comunista d'Holanda (CPN)                      |      | 1,8  | 2      |  |
|                                               | Plattelandersbond (PLB)                               |      | 1,6  | 2      |  |
|                                               | Partit Polític Reformat (SGP)                         |      | 0,9  | 1      |  |
|                                               | Partit Liberal (LP)                                   |      |      | 1      |  |
| Total                                         | Total                                                 |      | -    | 100    |  |
|                                               |                                                       |      |      |        |  |